# Umberto Ravetta
Umberto Ravetta  (Venise, 22 décembre 1884 – Senigallia, 26 janvier 1965) est un évêque catholique, maître de chapelle et chef de chœur italien.

## Biographie
Vénitien, il est ordonné le 25 juillet 1909 par le cardinal Aristide Cavallari, patriarche de Venise. Excellent musicien, pendant cinq ans, entre 1921 et 1926, il assure la direction de la prestigieuse Cappella Marciana.
Le 14 novembre 1938, il est nommé évêque de Senigallia. Il reçoit la consécration épiscopale le 21 décembre suivant, par l'imposition des mains du cardinal Adeodato Giovanni Piazza, OCD, assisté par les évêques Giovanni Jeremich et Giovanni Costantini.
Il participe aux deux premières sessions du Concile Vatican II, jusqu'à sa mort le 26 janvier 1965.